# تيريزا لو
تيريزا لو (بالصينية: 盧曉晴) هي لاعبة غولف صينية، ولدت في 13 أكتوبر 1987 في تايبيه في تايوان.

## وصلات خارجية
- تيريزا لو على موقع أوليمبيديا (الإنجليزية)